# Hennenman
Hennenman – miasto w Republice Południowej Afryki, w Wolnym Państwie.
W mieście żyje 3793 ludzi (2011).
Hennenman leży w dystrykcie Lejweleputswa w Wolnym Państwie (Orania). W odróżnieniu od regionu mieszkańcy miasta nie utrzymują się z wydobycia złota, lecz z rolnictwa. Początkowo miasto nosiło nazwę Ventersburg Road. Obecną nazwę przyjęto w roku 1927 dla upamiętnienia lokalnego farmera, P.F. Hennenmana ze Swartpan.
W okresie apartheidu na południu miasta istniała wydzielona strefa dla czarnych mieszkańców, którą założono w roku 1944, została ona jednak zburzona w 1952, gdyż leżała zbyt blisko osiedli dla białych. Czarną ludność przesiedlono wówczas 15 km dalej do nowo założonego osiedla nazwanego Vergenoeg (z afrk. dostatecznie daleko), nazwę tego osiedla zmieniono później na Phomolong.